# Албанија на Светском првенству у атлетици у дворани 2016.
Албанија је учествовала на 16. Светском првенству у атлетици у дворани 2016. одржаном у Портланду од 17. до 20. марта. Репрезентацију Албаније,  на њиховом осмом учешћу на светским првенствима у дворани, представљала је једна атлетичарка, која се такмичила у трци на 1.500 метара.
На овом првенству представница Албаније није освојила ниједну медаљу, нити је оборила неки рекорд.

## Учесници
Жене:
- Љуиза Гега — 1.500 м

## Резултати

### Жене
| Атлетичарка | Дисциплина | Лични рекорд | Квалификација | Квалификација | Финале                | Финале  | Детаљи                                  |
| Атлетичарка | Дисциплина | Лични рекорд | Резултат      | Место         | Резултат              | Место   | Детаљи                                  |
| ----------- | ---------- | ------------ | ------------- | ------------- | --------------------- | ------- | --------------------------------------- |
| Љуиза Гега  | 1.500 м    | 4:06,89 НР   | 4:16,12       | 8. у гр. 2    | Није се квалификовала | 16 / 20 | Архивирано на веб-сајту (22. март 2016) |